# Camino Primitivo

Der Verlauf des Camino Primitivo

Der Camino Primitivo gilt als älteste Wegführung des Jakobsweges. Er führt von der alten asturischen Hauptstadt Oviedo auf 310 Kilometer in anspruchsvoller Weise über Lugo nach Santiago de Compostela.

## Geschichte

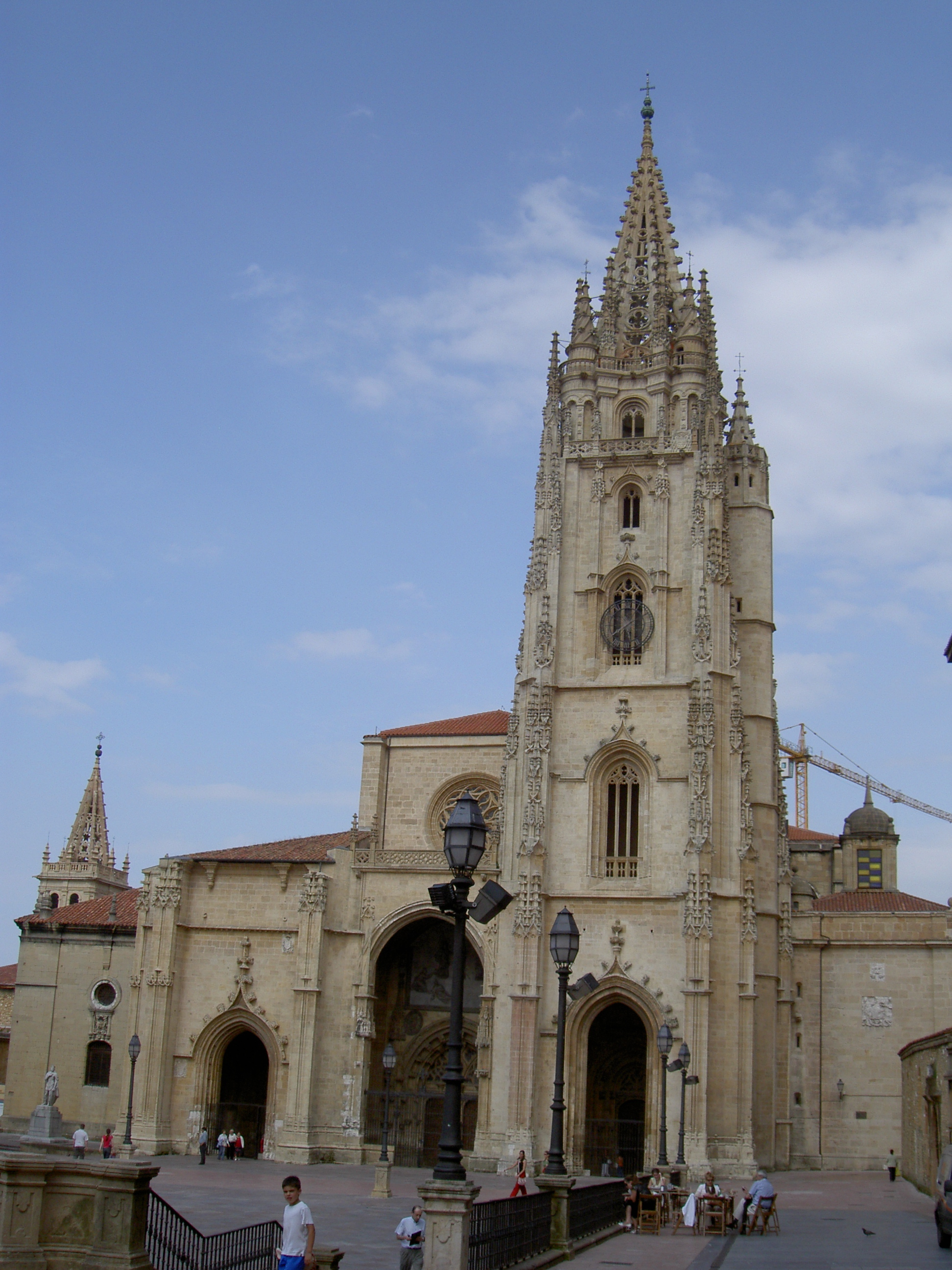
Kathedrale von Oviedo

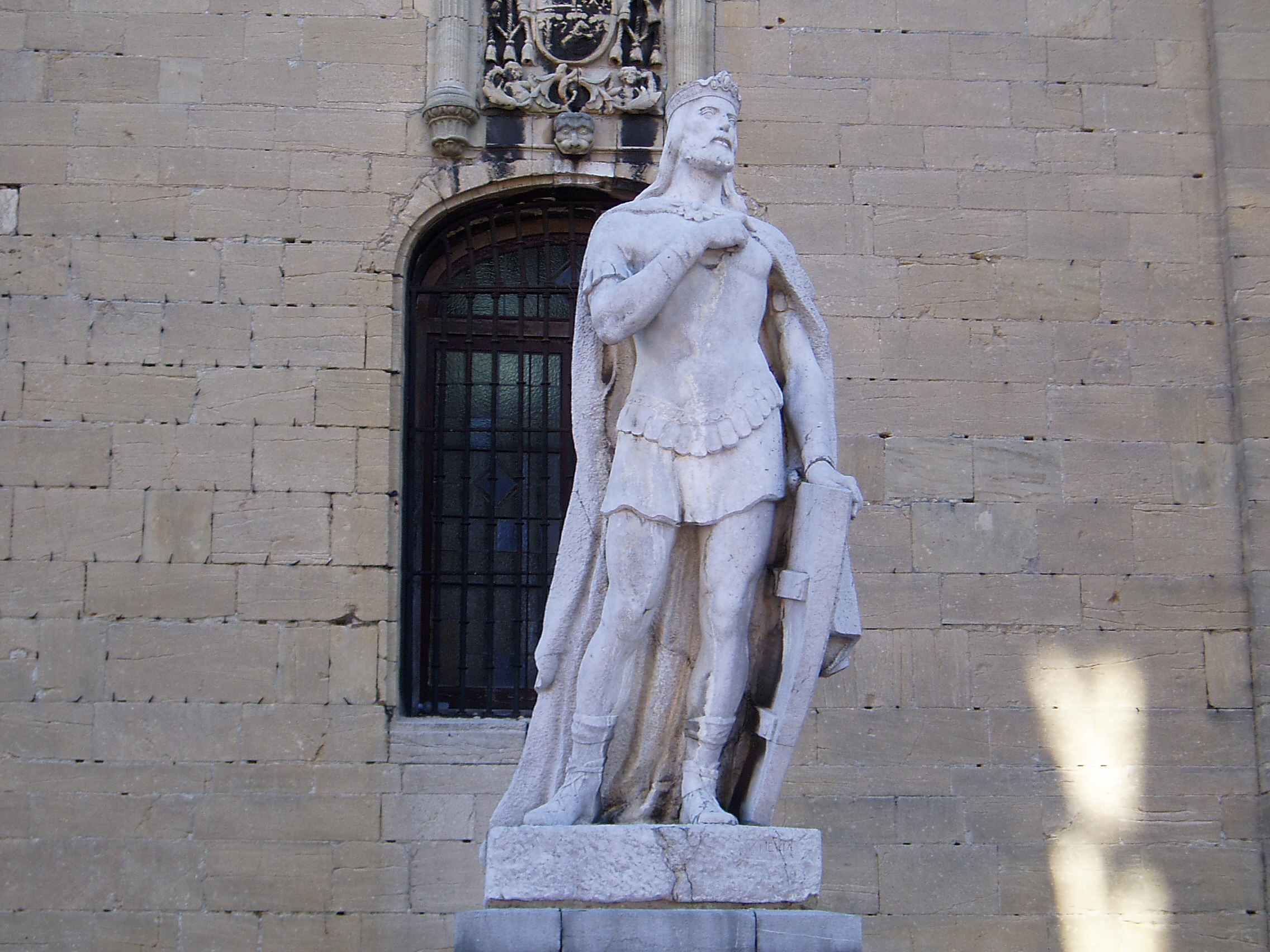
Alfons II., erster Pilger auf dem Camino Primitivo

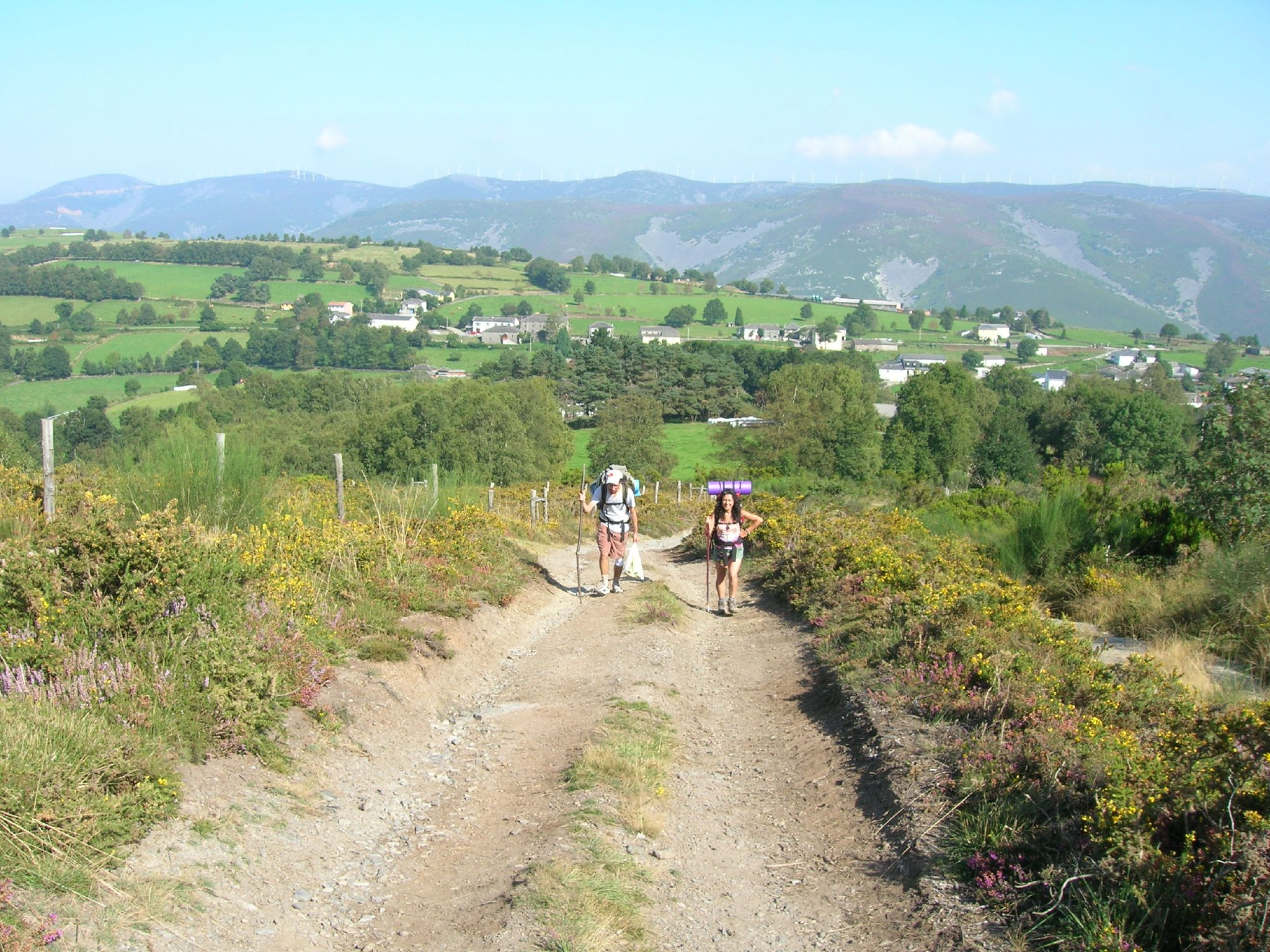
Pilger auf dem Camino Primitivo

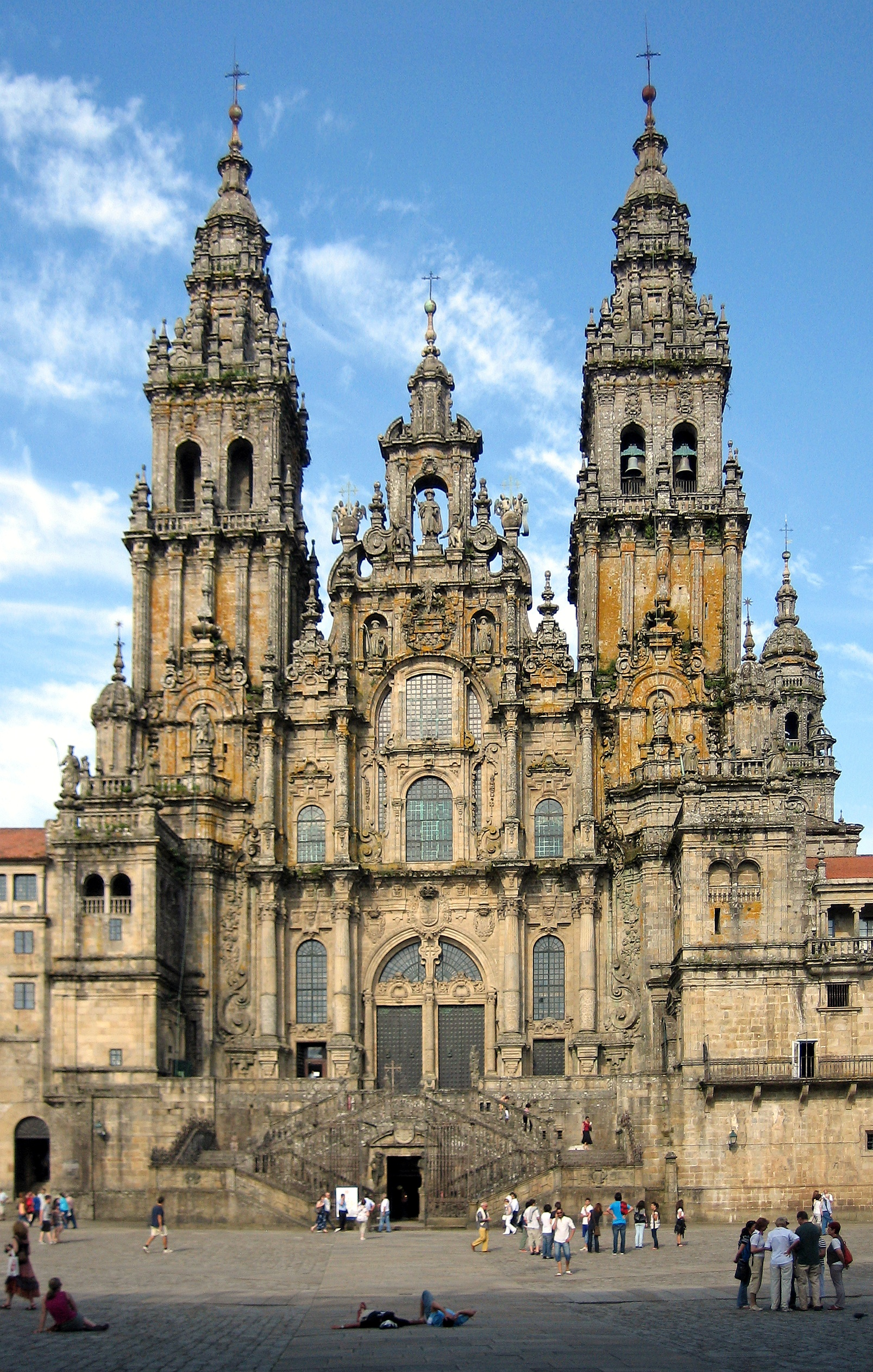
Kathedrale von Santiago de Compostela

Camino Primitivo bedeutet „ursprünglicher Weg“. Nachdem Alfons II., der Keusche, die Mauren zurückgedrängt hatte, pilgerte er als erster um etwa 830 von seiner Hauptstadt Oviedo zu dem wenige Jahre zuvor entdeckten Grab Jakobus des Älteren. Er ließ hier ein Heiligtum errichten, um das sich der Ort Santiago de Compostela als Ziel langer Pilgerfahrten entwickelte.
Doch über den Camino Primitivo führten nie die großen Pilgerströme. Noch vor dem Aufstieg Santiagos zu einem der wichtigsten Pilgerziele verlor diese Wegführung ihre Bedeutung bald an den Camino de la Costa und den Camino del Norte, sowie später den Camino Francés, als León als Hauptstadt des Königreichs León zum Zentrum des christlichen Spaniens wurde. Er wurde nur noch gelegentlich als alternative Route genutzt.

## Einbindung
Die heutigen Pilger auf dem Camino Primitivo starten entweder direkt in Oviedo an der Kathedrale von Oviedo oder biegen bei Gijon vom Küstenweg über einen Verbindungsweg hierhin ab. Der Camino Primitivo führt sie dann über Lugo zum Schlussabschnitt des klassischen Camino Francés, der dann von Melide nach Santiago führt. Der Anteil der Pilger, die sich für diesen Weg entscheiden, ist mit drei bis vier Prozent nur gering, was an seiner anspruchsvollen Topografie und trotzdem langen Etappen liegt.
Um 2010 wurde die 228 Kilometer lange Strecke bis Melide mit einigen Varianten durch das Engagement der Jakobusvereinigung von Oviedo und mit Unterstützung der asturischen Landesregierung ausführlich beschildert und mit Herbergen versehen.

## Verlauf
Der Camino Primitivo führt von Oviedo über Grado, Salas, Tineo, Lago, Grandas de Salime, A Fonsagrada und Castro Verde nach Lugo. Dabei werden verschiedene Pässe mit bis zu 1200 m Höhe überquert. Von Lugo führt ein Zubringer von 49 Kilometer über San Román bei Melide auf den Camino Francés. Es kann auch über Santa Eulalia de Bóveda nach Sobrado dos Monxes gegangen werden (56 Kilometer), um von dort aus den letzten Teil des nördlichen Weges zu beschreiten.